# الماوردي
الماوردي هو أبو الحسن علي بن محمد بن حبيب البصري الماوردي (364 - 450هـ / 974 - 1058م) أكبر قضاة آخر الدولة العباسية، صاحب التصانيف الكثيرة النافعة، الفقيه الحافظ، من أكبر فقهاء الشافعية والذي ألّف في فقه الشافعية موسوعته الضخمة في أكثر من عشرين جزءًا. تعلم على يد علماء منهم:
1. الحسن بن علي بن محمد الجبلي المحدث.
2. محمد بن عدي بن زُحَر المقرئ.
3. محمد بن المعلى الأزدي.
4. جعفر بن محمد بن الفضل البغدادي.
5. أبو القاسم عبد الواحد بن محمد الصيمري القاضي بالبصرة.
6. أبو حامد أحمد بن أبي طاهر الإسفرايني ببغداد.

## سيرته
ولد الماوردي في البصرة عام 364 هجرية، لأب يعمل ببيع ماء الورد فنسب إليه فقيل «الماوردي». ارتحل به أبوه إلى بغداد، وبها سمع الحديث، ثم لازم واستمع إلى أبي حامد الإسفراييني. عمل بالتدريس في بغداد ثم بالبصرة وعاد إلى بغداد مرة أخرى. كان يعلم الحديث وتفسير القرآن. لقب عام 429هـ بأقضى القضاة، وكانت مرتبته أدنى من قاضي القضاة، ثم بعد ذلك تولى منصب قاضي القضاة.
نشأ الماوردي، معاصرا خليفتين من أطول الخلفاء بقاء في الحكم: الخليفة العباسي القادر بالله، ومن بعده ابنه القائم بأمر الله الذي وصل الضعف به مبلغه حتى إنه قد خطب في عهده للخليفة الفاطمي على منابر بغداد. كان الماوردي ذا علاقات مع رجال الدولة العباسية كما كان سفير العباسيين ووسيطهم لدى بني بويه والسلاجقة. بسبب علاقاته هذه يرجح البعض كثرة كتابته. ومن كتبه في هذا المجال:
- أدب الدنيا والدين.
- الأحكام السلطانية.
- قانون الوزارة.

أما كتبه الأخرى فمنها:
- سياسة أعلام النبوة.
- تفسير القرآن «النكت والعيون».

وقد نال الأخير عناية المفسرين المتأخرين ونقلوا عنه، كابن الجوزي في زاد المسير، والقرطبي في تفسيره الجامع لأحكام القرآن. اتهم الماوردي بالاعتزال[بحاجة لمصدر] لكن انتصر له تلميذه الخطيب البغدادي فدافع عنه ودفع عنه الادعاء.

## مؤلفاته
من أهم مؤلفاته غير ما ذكر ما يلي:
- كتاب الحاوي الكبير، في فقه الشافعية في أكثر من عشرين جزءًا.
- كتاب نصيحة الملوك.
- كتاب قوانين الوزارة وسياسة الملك.
- درر السلوك في سياسة الملوك
- كتاب التفسير واسمه كتاب النكت والعيون (ستة مجلدات).
- كتاب الإقناع، وهو مختصر كتاب الحاوي.
- كتاب أدب القاضي.
- كتاب أعلام النبوة.[7]
- كتاب تسهيل النظر.
- كتاب في النحو.
- كتاب الأمثال والحكم.
- كتاب أدب الدنيا والدين.

## وفاته
توفي في يوم الثلاثاء 30 ربيع الأول من سنة 450هـ، 31 من مايو 1058م. ودفن من الغد في مقبرة باب حرب، وكان قد بلغ 86 سنة، وصلى عليه الإمام الخطيب البغدادي.